# هریس ۲۹۲۹
سیارک ۲۹۲۹ (به انگلیسی: 2929 Harris، نامگذاری:1982BK1) دو هزار و نهصد و بیست و نهمین سیارک کشف شده‌است که در ۲۴ ژانویه ۱۹۸۲ کشف شد.
قدر مطلق سیارک برابر ۱۱٫۶۰ است.